# Millwall F.C.
Millwall Football Club (/ˈmɪlwɔːl/) là một câu lạc bộ bóng đá có trụ sở tại Bermondsey, South East London, Anh. Đội bóng thi đấu ở Championship, hạng đấu cao thứ hai của bóng đá Anh. Thành lập với tên gọi Millwall Rovers năm 1885, câu lạc bộ vẫn giữ tên cũ cho dù đã từng thi đấu ở vùng Millwall của Đảo Dogs năm 1910. Từ đó đến năm 1993 câu lạc bộ thi đấu trên sân nay được gọi là The Old Den ở New Cross, trước khi chuyển về sân vận động hiện tại gần đó, có tên là The Den. Biểu trưng truyền thống của câu lạc bộ là một con sư tử cuồng bạo, cùng với biệt danh của đội bóng là 'The Lions'. Trang phục truyền thống của Millwall gồm áo xanh dương, quần trắng và tất xanh dương.

## Cầu thủ

### Đội hình hiện tại
Tính đến ngày 16 tháng 5 năm 2019
Ghi chú: Quốc kỳ chỉ đội tuyển quốc gia được xác định rõ trong điều lệ tư cách FIFA. Các cầu thủ có thể giữ hơn một quốc tịch ngoài FIFA.
| Số | VT | Quốc gia           | Cầu thủ                         |
| -- | -- | ------------------ | ------------------------------- |
| 3  | HV | Úc                 | James Meredith                  |
| 4  | HV | Anh                | Shaun Hutchinson (vice-captain) |
| 5  | HV | Anh                | Jake Cooper                     |
| 6  | TV | Cộng hòa Ireland   | Shaun Williams                  |
| 7  | TV | Anh                | Jed Wallace                     |
| 8  | TV | Anh                | Ben Thompson                    |
| 10 | TV | Nigeria            | Fred Onyedinma                  |
| 11 | TV | Bắc Ireland        | Shane Ferguson                  |
| 12 | HV | Antigua và Barbuda | Mahlon Romeo                    |
| 14 | TĐ | Wales              | Tom Bradshaw                    |

| Số | VT | Quốc gia         | Cầu thủ                    |
| -- | -- | ---------------- | -------------------------- |
| 15 | HV | Ireland          | Alex Pearce                |
| 16 | TM | Anh              | David Martin               |
| 19 | TĐ | Anh              | Tom Elliott                |
| 20 | TĐ | Wales            | Steve Morison (đội trưởng) |
| 22 | TĐ | Cộng hòa Ireland | Aiden O'Brien              |
| 25 | HV | Scotland         | Murray Wallace             |
| 26 | TV | Cộng hòa Séc     | Jiří Skalák                |
| 27 | HV | Anh              | James Brown                |
| 28 | TV | Anh              | Ryan Leonard               |

### Học viện U-23
Tính đến 30 tháng 3 năm 2019.
Ghi chú: Quốc kỳ chỉ đội tuyển quốc gia được xác định rõ trong điều lệ tư cách FIFA. Các cầu thủ có thể giữ hơn một quốc tịch ngoài FIFA.
| Số | VT | Quốc gia | Cầu thủ          |
| -- | -- | -------- | ---------------- |
| 31 | TM | Anh      | Ryan Sandford    |
| 32 | HV | Anh      | Danny McNamara   |
| 35 | HV | Anh      | Jesse Debrah     |
| 39 | TĐ | Anh      | Isaac Olaofe     |
| 50 | TĐ | Anh      | George Alexander |
| —  | TM | Anh      | Joe Wright       |

| Số | VT | Quốc gia | Cầu thủ         |
| -- | -- | -------- | --------------- |
| —  | HV | Anh      | Rob Strachan    |
| —  | HV | Anh      | Junior Tiensia  |
| —  | HV | Anh      | Besart Topalloj |
| —  | TV | Anh      | Reuben Duncan   |
| —  | TV | Anh      | Sam Skeffington |
| —  | TV | Anh      | Billy Mitchell  |

### Cầu thủ xuất sắc nhất năm
As voted by Millwall Supporters Club members and season ticket holders.
| Năm  | Thắng cuộc      |
| 1971 | Barry Bridges   |
| 1972 | Bryan King      |
| 1973 | Alf Wood        |
| 1974 | Alf Wood        |
| 1975 | Phil Summerill  |
| 1976 | Barry Kitchener |
| 1977 | Terry Brisley   |
| 1978 | Phil Walker     |
| 1979 | Barry Kitchener |
| 1980 | John Lyons      |
| 1981 | Paul Roberts    |
| 1982 | Dean Horrix     |
| 1983 | Dean Neal       |

| Năm  | Thắng cuộc        |
| 1984 | Anton Otulakowski |
| 1985 | Paul Sansome      |
| 1986 | Alan McLeary      |
| 1987 | Brian Horne       |
| 1988 | Danis Salman      |
| 1989 | Terry Hurlock     |
| 1990 | Ian Dawes         |
| 1991 | Teddy Sheringham  |
| 1992 | Aidan Davison     |
| 1993 | Kasey Keller      |
| 1994 | Keith Stevens     |
| 1995 | Andy Roberts      |
| 1996 | Ben Thatcher      |

| Năm  | Thắng cuộc        |
| 1997 | Lucas Neill       |
| 1998 | Paul Shaw         |
| 1999 | Neil Harris       |
| 2000 | Stuart Nethercott |
| 2001 | Matt Lawrence     |
| 2002 | Steve Claridge    |
| 2003 | Tony Warner       |
| 2004 | Darren Ward       |
| 2005 | Darren Ward       |
| 2006 | David Livermore   |
| 2007 | Richard Shaw      |
| 2008 | Paul Robinson     |
| 2009 | Andy Frampton     |

| Năm  | Thắng cuộc        |
| 2010 | Alan Dunne        |
| 2011 | Tamika Mkandawire |
| 2012 | Jimmy Abdou       |
| 2013 | Danny Shittu      |
| 2014 | David Forde       |
| 2015 | Jimmy Abdou       |
| 2016 | Jordan Archer     |
| 2017 | Steve Morison     |
| 2018 | Shaun Hutchinson  |
| 2019 | Lee Gregory       |

### Cựu cầu thủ đáng chú ý
be it through being founder member players, having been given a testimonial for 10 years of service at the club, making over 100 appearances, scoring over 50 goals or having received recognition by their country in the form of international caps while playing for the club.
| |  | |  | |  | |
| Algérie - Hameur Bouazza Úc - Tim Cahill - Dave Mitchell - Kevin Muscat - Lucas Neill - Jason van Blerk Barbados - Michael Gilkes - Paul Ifill Canada - Marc Bircham - Adrian Serioux - Josh Simpson Comoros - Jimmy Abdou Anh - Gary Alexander - Sam Allardyce - Chris Armstrong - Herbert Banks - Mark Beard - Gordon Bolland - Ray Brand - Les Briley - Joe Broadfoot - Peter Burridge - John Calvey - Jimmy Carter - Steve Claridge - Jack Cock |  | - Jimmy Constantine - Colin Cooper - Tony Craig - Harry Cripps - Ian Dawes - Danny Dichio - Marvin Elliott - John Fashanu - Jack Fort - Freddie Fox - Paul Goddard - Len Graham - Lee Gregory - Neil Harris - Brian Horne - Gordon Hill - Richard Hill - Terry Hurlock - Bryan King - Barry Kitchener - Matthew Lawrence - Dave Mangnall - Alan McLeary - Stuart Nethercott - Derek Possee - Andy Roberts - Henry Roberts - Paul Robinson - Barry Rowan - Neil Ruddock - John Seasman - Paul Shaw - Teddy Sheringham - Reg Smith - Alex Stepney |  | - Keith Stevens - John Willie Sutcliffe - Tony Towner - Alf Twigg - Phil Walker - Darren Ward - Keith Weller - Dennis Wise - Tony Witter - Steve Wood Nigeria - Danny Shittu Northern Ireland - Tom Brolly - Bryan Hamilton - Ted Hinton - Billy McCullough - Josh McQuoid - Anton Rogan Republic of Ireland - Keith Branagan - John Byrne - Tony Cascarino - Kenny Cunningham - Alan Dunne - Eamon Dunphy - David Forde - Jon Goodman - Joe Haverty - Charlie Hurley - Mark Kennedy - Andy Keogh - Mick McCarthy |  | - Kevin O'Callaghan - Steven Reid - Richard Sadlier - Dave Savage - Pat Saward - Gary Waddock Saint Kitts and Nevis - Bobby Bowry Scotland - Jordan Archer - Willie Carr - Stephen Crawford - Paul Hartley - Duncan Hean - John McGinlay - Alex Rae Trinidad & Tobago - Tony Warner United States of America - Kasey Keller - John Kerr - Bruce Murray - Zak Whitbread Wales - Malcolm Allen - Walter Davis - Steve Lovell - Steve Lowndes - Ben Thatcher |

## Huấn luyện viên
| Năms      | Huấn luyện viên    |
| 1890–1899 | Fred Kidd(s)       |
| 1899–1900 | Edward Stopher(s)  |
| 1900–1910 | George Saunders(s) |
| 1911–1918 | Bert Lipsham       |
| 1918–1933 | Bob Hunter         |
| 1933–1936 | Bill McCracken     |
| 1936–1940 | Charlie Hewitt     |
| 1940–1944 | William Voisey     |
| 1944–1948 | Jack Cock          |
| 1948–1956 | Charlie Hewitt     |
| 1956–1958 | Ron Gray           |
| 1958–1959 | Jimmy Seed         |
| 1959–1961 | Reg 'J.R.' Smith   |
| 1961–1963 | Ron Gray           |
| 1963–1966 | Billy Gray         |
| 1966–1974 | Benny Fenton       |
| 1974      | Theo Foley(c)      |

| Năms      | Huấn luyện viên              |
| 1974–1977 | Gordon Jago                  |
| 1977      | Theo Foley(c)                |
| 1978–1980 | George Petchey               |
| 1980      | Terry Long(c)                |
| 1980–1982 | Peter Anderson               |
| 1982      | Barry Kitchener(c)           |
| 1982–1986 | George Graham                |
| 1986–1990 | John Docherty                |
| 1990      | Bob Pearson(c)               |
| 1990–1992 | Bruce Rioch                  |
| 1992–1996 | Mick McCarthy                |
| 1996      | Ian Evans(c)                 |
| 1996–1997 | Jimmy Nicholl                |
| 1997      | John Docherty                |
| 1997–1998 | Billy Bonds                  |
| 1998–1999 | Keith Stevens                |
| 1999–2000 | Keith Stevens & Alan McLeary |

| Năms      | Huấn luyện viên                   |
| 2000      | Steve Gritt & Ray Harford(c)      |
| 2000–2003 | Mark McGhee                       |
| 2003–2005 | Dennis Wise                       |
| 2005      | Steve Claridge                    |
| 2005–2006 | Colin Lee                         |
| 2006      | Dave Tuttle                       |
| 2006      | Tony Burns & Alan McLeary(c)      |
| 2006      | Nigel Spackman                    |
| 2006–2007 | Willie Donachie                   |
| 2007      | Richard Shaw & Colin West(c)      |
| 2007–2013 | Kenny Jackett                     |
| 2013      | Steve Lomas                       |
| 2013–2014 | Neil Harris & Scott Fitzgerald(c) |
| 2014–2015 | Ian Holloway                      |
| 2015–     | Neil Harris                       |

(s) = secretary (c) = caretaker

## Danh hiệu

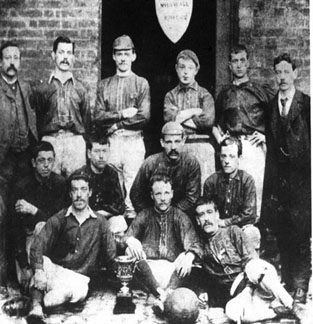
Millwall Rovers with the East London Cup, 1887.

Based on all results during the club's 91 seasons in the Football League from 1920–21 to 2017–18, Millwall are ranked as the 39th most successful club in English football. The following table details the club's major achievements:

### Tiểu sử
- Calvin, Michael (2010). Family: Life, Death and Football. Integr8 Books. ISBN 0-9566981-0-7.
- Dunning, Eric (1988). The Roots of Football Hooliganism: An Historical and Sociological Study. Routledge. ISBN 0-415-03677-1.
- Lindsay, Richard (1991). Millwall: A Complete Record, 1885–1991. Breedon Books Publishing Co Ltd. ISBN 0-907969-94-1.
- Lindsay, Richard; Tarrant, Eddie (2010). Millwall: The Complete Record. DB Publishing. ISBN 1-85983-833-2.

### Official
- Official website
- Official Twitter
- Official Facebook

### Tin tức
- Bản mẫu:BBC Football Info
- Millwall news from Sky Sports
- News at Den Lưu trữ ngày 24 tháng 2 năm 2018 tại Wayback Machine
- Millwall at Football League

### Chung
- Millwall History Files
- Millwall FC – The Millwall Năm(s)
- Millwall Supporters Club
- Past Millwall kits (1885–nay)

Bản mẫu:Millwall F.C.
Bản mẫu:Bóng đá London
Bản mẫu:LB Lewisham
1. ↑  "Millwall pronunciation in English". Forvo. Truy cập ngày 9 tháng 5 năm 2016.
2. ↑  "Introducing the squad". Millwall F.C. Truy cập ngày 11 tháng 5 năm 2017.
3. ↑  "U23s – Millwall FC". Millwall Football Club. Bản gốc lưu trữ ngày 31 tháng 3 năm 2019. Truy cập ngày 30 tháng 3 năm 2019.
4. ↑  "The Boy Dunne Good". Millwall Supporters Club. Truy cập ngày 28 tháng 8 năm 2010.
5. 1 2  "Millwall History". Millwall Football Club. Bản gốc lưu trữ ngày 1 tháng 10 năm 2012. Truy cập ngày 5 tháng 9 năm 2010.
6. ↑  "The Millwall Hall of Fame". Millwall Football Club. ngày 20 tháng 9 năm 2012. Bản gốc lưu trữ ngày 5 tháng 3 năm 2015. Truy cập ngày 16 tháng 11 năm 2007.
7. ↑  "Internationally Capped Millwall players". EU Football. Truy cập ngày 13 tháng 10 năm 2010.
8. 1 2  "The men who've shaped Millwall: 1880's". Vital Football. Bản gốc lưu trữ ngày 15 tháng 9 năm 2015. Truy cập ngày 30 tháng 9 năm 2010.
9. 1 2  "The men who've shaped Millwall: 1890's". Vital Football. Bản gốc lưu trữ ngày 18 tháng 9 năm 2015. Truy cập ngày 30 tháng 9 năm 2010.
10. ↑  Lindsay (1991), tr. 9.
11. ↑  "England: All Time Table". Statto.com. Bản gốc lưu trữ ngày 23 tháng 7 năm 2011. Truy cập ngày 28 tháng 7 năm 2011.
12. ↑  "Millwall 00/01 Season". The Millwall History Files. ngày 13 tháng 1 năm 2009. Truy cập ngày 30 tháng 9 năm 2010.
13. ↑  Lindsay & Tarrant (2010), tr. 415.
14. ↑  Lindsay & Tarrant (2010), tr. 101.
15. ↑  Lindsay & Tarrant (2010), tr. 393.
16. ↑  Lindsay & Tarrant (2010), tr. 92–93.
17. ↑  Lindsay & Tarrant (2010), tr. 40.
18. ↑  "English Division Three South Cup: Honours". Statto.com. Bản gốc lưu trữ 4 tháng 12 2008. Truy cập ngày 22 tháng 11 năm 2013.
19. ↑  Lindsay & Tarrant (2010), tr. 271.